# Pomacentrus caeruleopunctatus
Pomacentrus caeruleopunctatus là một loài cá biển thuộc chi Pomacentrus trong họ Cá thia. Loài này được mô tả lần đầu tiên vào năm 2002.

## Từ nguyên
Tính từ định danh của loài được ghép bởi hai từ trong tiếng Latinh, là caerulus ("xanh dương") và punctatus ("lốm đốm"), hàm ý đề cập đến các chấm màu xanh óng trên vảy cá.

## Phạm vi phân bố và môi trường sống
P. caeruleopunctatus được ghi nhận ở vùng biển ngoài khơi Madagascar, Kenya, Tanzania, Seychelles và Réunion. P. caeruleopunctatus sinh sống tập trung gần những rạn san hô xen lẫn đá vụn ở độ sâu khoảng từ 5 đến 15 m.

## Mô tả
Chiều dài lớn nhất được ghi nhận ở P. caeruleopunctatus là 9 cm. Cơ thể có màu xanh lam thẫm (phần bụng, cuống và vây đuôi có màu vàng rất nhạt ở cá con). Vây ngực và vây bụng màu vàng tươi. Có 2–3 chấm xanh trên mỗi vảy.
Số gai ở vây lưng: 13; Số tia vây ở vây lưng: 13; Số gai ở vây hậu môn: 2; Số tia vây ở vây hậu môn: 14–15; Số tia vây ở vây ngực: 18; Số gai ở vây bụng: 1; Số tia vây ở vây bụng: 5.

## Phân loại học
P. caeruleopunctatus thuộc phức hợp loài Pomacentrus coelestis, một nhóm đặc trưng bởi màu xanh sáng trên cơ thể.

## Sinh thái học
Thức ăn của P. caeruleopunctatus bao gồm tảo và các loài động vật phù du. Cá đực có tập tính bảo vệ và chăm sóc trứng.